# Brusi Sigurdsson
Brusi Sigurdsson (né vers 980 mort après 1030),  fut un Jarl d'un tier des Orcades de 1014 à 1030. 

## Origine
Brusi est le second des trois fils nés de la première union du Jarl Sigurd Digri qui se partagent les îles après la mort de leur père pendant que leur demi-frère cadet règne sous la protection de son grand-père maternel le roi Malcolm II d'Écosse sur le Caithness et le Sutherland.

## Règne
Selon la Saga des Orcadiens Brusi est « conciliant et très pacifique, sage éloquent et populaire »  Il reçoit initialement comme tiers des îles celles situées au nord et séparées du reste de l'archipel par un bras de mer : Westray, Stronsay, Papa Stronsay, Sanday et North Ronaldsay.
Après la mort de Einar Sigurdsson il s'empare de la partie du pays qui avait été attribuée à son frère. Mais Thorfinn Sigurdsson exige que les îles soient partagées en deux parts égales. Dans un premier temps Brusi refuse mais il se rend compte qu'il n'a pas une puissance suffisante pour s'opposer à Thorfinn qui bénéficie du soutien de son grand-père le roi d'Écosse Malcolm II.
En 1021 il doit accepter une division en deux parts et il reçoit en sus de sa part initiale l'est de Mainland et Shapinsay. Selon la saga, il règne sagement et il est le principal chef des Orcades, responsable de la défense. Il bénéficie d'une grande popularité de la part de ses sujets.
Afin de rééquilibrer les influences aux Orcades, Brusi se rend en Norvège afin de demander l'aide du roi Olaf II en emmenant avec lui son fils Rognvald Brusasson âgé de 10 ans. Après le retour de son père aux Orcades, Rognvald demeure à la cour du roi de Norvège il est intégré dans sa « Hird » et il devient un de ses plus fidèles compagnons.
À partir de 1028 Brusi abandonne la primauté dans les îles à son demi-frère Thorfinn. En 1030 âgé d'environ 50 ans il se retire et meurt quelques années plus tard

## Postérité
- Rognvald Brusason